# Карлино (гмина)
Карлино (пол. Karlino) — гмина (волость) в Польше, входит как административная единица в Бялогардский повет, Западно-Поморское воеводство. Население — 9318 человек (на 2013 год).